# Municipio de Lenoir
El municipio de Lenoir (en inglés: Township of Lenoir) era un municipio ubicado en el condado de Caldwell, en el estado estadounidense de Carolina del Norte. Actualmente está inactivo.

## Geografía
El municipio de Lenoir estaba ubicado en las coordenadas 35°53′24.47″N 81°34′3.35″O / 35.8901306, -81.5675972.